# Sylwester Szkudlarek
Sylwester Szkudlarek (ur. 8 września 1966 w Sieradzu) – polski piłkarz grający na pozycji obrońcy.

## Kariera
Karierę piłkarską Szkudlarek rozpoczął w klubie GKS Bełchatów. W sezonie 1983/1984 zadebiutował w jego barwach w trzeciej lidze. W sezonie 1986/1987 po raz pierwszy awansował z GKS do drugiej ligi. W latach 1988–1989 grał w Skrzydłach Tomaszów Mazowiecki. W 1989 roku wrócił do GKS, a w sezonie 1990/1991 ponownie awansował z nim z trzeciej do drugiej ligi. Z kolei w sezonie 1994/1995 wywalczył z Bełchatowem awans do pierwszej ligi. W polskiej ekstraklasie swój debiut zaliczył 29 lipca 1995 w przegranym 3:4 domowym meczu z Górnikiem Zabrze. W ekstraklasie grał w sezonach 1995/1996, 1996/1997 i 1998/1999.
W 2002 roku Szkudlarek odszedł z Bełchatowa do LKS Gomunice. Swoją karierę zakończył w 2005 roku we Włókniarzu Zelów.
Ogółem w polskiej ekstraklasie Szkudlarek rozegrał 88 meczów i strzelił 2 gole.